# Powayan
Powayan (ook wel gespeld als Pawayan) is een nagar panchayat (plaats) in het district Shahjahanpur van de Indiase staat Uttar Pradesh. 

## Demografie
Volgens de Indiase volkstelling van 2001 wonen er 23.417 mensen in Powayan, waarvan 54% mannelijk en 46% vrouwelijk is. De plaats heeft een alfabetiseringsgraad van 57%. 